# Carl Majerus
Carl Majerus (* 19. Mai 1819 in Marburg; † 23. Februar 1888 ebenda) war ein deutscher Kaufmann und Mitglied der Zweiten Kammer des Großherzogtums Hessen. 

## Leben
Nach dem Besuch des Gymnasiums Marburg von 1831 bis 1836 war Majerus als Kaufmann tätig, engagierte sich in der Kommunalpolitik und wurde Vorsteher des Bürgerausschusses Marburg. 
Bis 1884 war er Marburger Vizebürgermeister.
Vom 21. November 1856 bis 1861 hatte er ein Mandat für die Zweite Kammer des Landtags des Kurfürstentums Hessen, gewählt für den Wahlbezirk Marburg.
Wegen seiner Wahl kam es in der Sitzung des Landtages zu Diskussionen. Schließlich wurde er vom Präsidenten vereidigt.
1877 kandidierte Majerus erfolglos für den Deutschen Reichstag im Reichstagswahlkreis Regierungsbezirk Kassel 5. Er unterlag dem Abgeordneten August von Ende mit 32,4 % der Stimmen.
Majerus gehörte dem Verein für Hessische Geschichte und Landeskunde Kassel 1834 e. V. an.